# Eufriesea violascens
Eufriesea violascens là một loài Hymenoptera trong họ Apidae. Loài này được Mocsáry mô tả khoa học năm 1898.